# Limnephilus dispar
Limnephilus dispar är en nattsländeart som beskrevs av Mclachlan 1875. Limnephilus dispar ingår i släktet Limnephilus och familjen husmasknattsländor. Arten är reproducerande i Sverige. Inga underarter finns listade i Catalogue of Life.